# Фотореализм

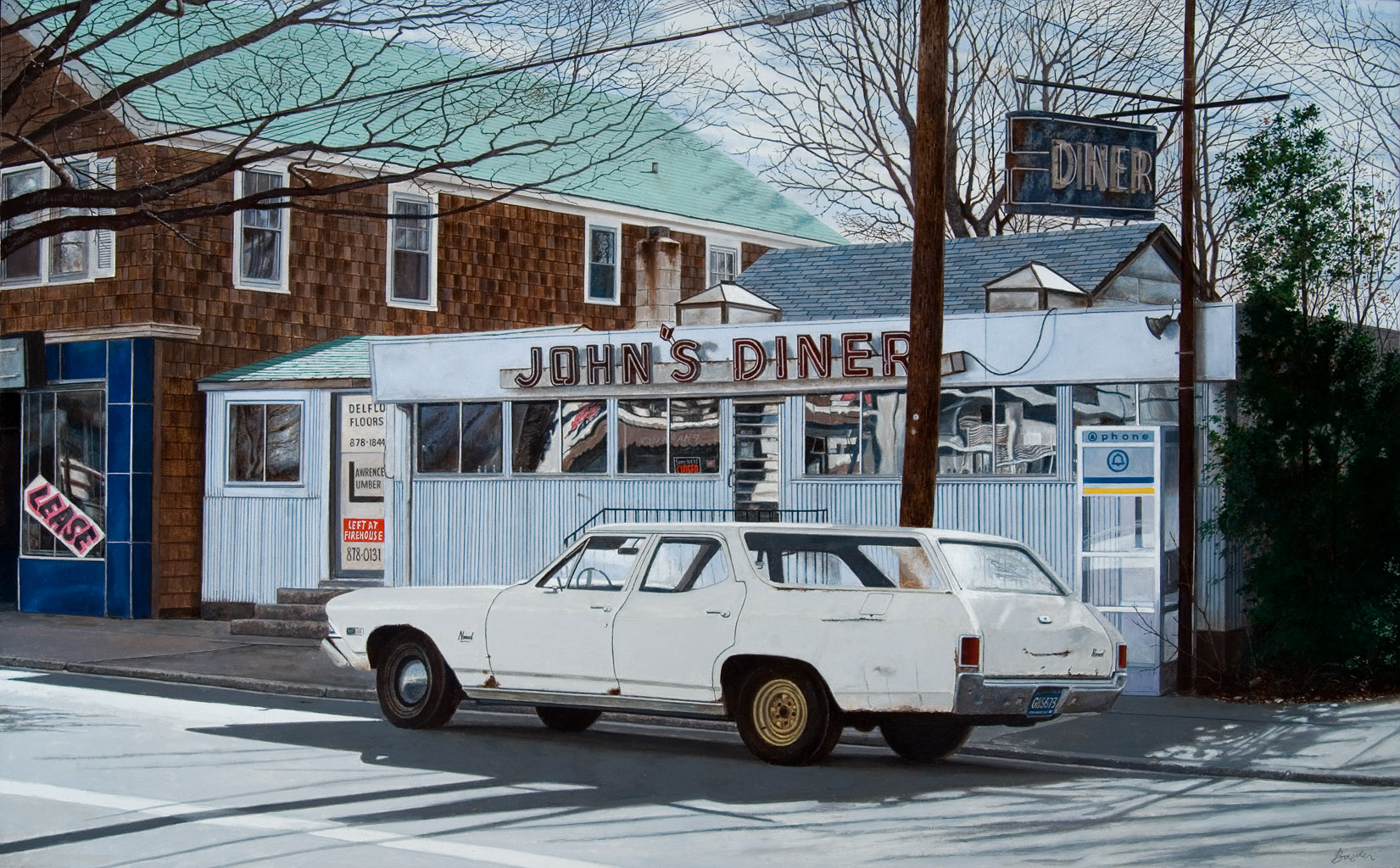
John’s Diner with John’s Chevelle, 2007
, масло, холст, 30×48 дюймов.

Фотореализм — направление в живописи, возникшее в США в конце 1960-х, а затем, распространившееся в 1970-х годах в Европе. Термин, тем не менее, преимущественно применяется по отношению к работам американских фотореалистов конца 1960-х — начала 1970-х годов.

## Стиль и история
Слово «фотореализм» было придумано Луи Мейзелем в 1968 году, а впервые опубликовано — в 1970 году в каталоге Музея Уитни для выставки «Двадцать два реалиста». Луи Мейзель двумя годами позже составил определение фотореализма из пяти пунктов по просьбе Стюарта М. Спейсера (Stuart M. Speiser), который владел большой коллекцией работ фотореалистов, которая позже демонстрировались на передвижной выставке «Фотореализм 1973: коллекция Стюарта М. Спейсера» («Photo-Realism 1973: The Stuart M. Speiser Collection.»). Определение было следующим:

1. Фотореалист использует камеру и фотографию для сбора информации.
2. Фотореалист использует механические и электромеханические средства для переноса информации на холст.
3. Фотореалист должен иметь техническую возможность сделать финальный результат выглядящим фотографически.
4. Художник должен иметь выставленную работу как фотореалист от 1972 года для того, чтобы считаться значительным фотореалистом.
5. Художник должен посвятить как минимум пять лет созданию и показу работ в стиле фотореализма.

Фотореалистичная живопись невозможна без фотографии. В фотореализме изменение и движение должно быть заморожено во времени, которое затем скрупулёзно представляется художником. Фотореалисты собирали свои образы и информацию при помощи камеры и фотографий. Обычно снимки делались на слайд, а затем переносились на холст. Это делалось при помощи проецирования слайда или с использованием сетки. Результат был копией фотографии, но обычно гораздо больше оригинала.

## Художники
Первое поколение американских фотореалистов включало таких художников как Ричард Эстес, Ральф Гоингз (Ralph Goings), Чак Клоуз, Чарлз Белл, Джон Баедер (John Baeder), Одри Флэк, Дон Эдди (Don Eddy), Роберт Бечтли (Robert Bechtle), Том Блэквэлл (Tom Blackwell), Дик Зиммерман (Dick Zimmerman) и Ричард МакЛин (Richard McLean), Ян Хорнак (Ian Hornak). Дуэйн Хансон и Джон ДеАндреа (John DeAndrea) были скульпторами, чье творчество связывают с фотореализмом, благодаря раскрашенной очень натуралистичной скульптуре, изображающей обычных людей.

## Фотореализм на рубеже тысячелетий

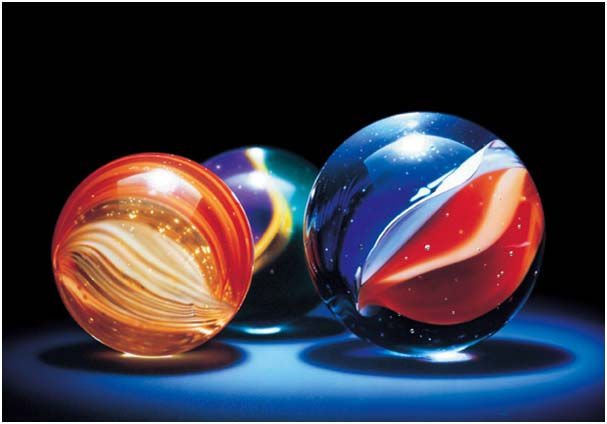
«Шарики», 1985
Боатто, Гуэррино, акриловые краски, артборд, 50×70 см.

Подъём фотореализма был в середине 1970-х, но в начале 1990-х интерес к жанру возродился. Этот возобновленный интерес связан как с художниками «первого поколения» фотореалистов, так и с более молодыми. С новыми технологиями возможности художников расширились.
Многие известные молодые фотореалисты — европейцы: Рафаэлла Спенс (Raphaella Spence) — англичанка, живущая в Италии, Бертран Мениель (Bertrand Meniel) во Франции, Роберто Бернарди (Roberto Bernardi) и Кьяра Альбертони (Chiara Albertoni) в Италии, Бернардо Торренс (Bernardo Torrens) в Испании, Клайв Хэд (Clive Head) в Великобритании.
Среди американцев известны Тони Брунелли (Tony Brunelli), Стивен Шор в Нью-Йорке и Даффи Шеридан. Среди азиатских фотореалистов известен иранец Иман Малеки.